# Darlawn
Darlawn é uma vila no distrito de Aizawl, no estado indiano de Mizoram.

## Geografia
Darlawn está localizada a 24° 01′ N, 92° 54′ L. Tem uma altitude média de 870 metros (2854 pés).

## Demografia
Segundo o censo de 2001, Darlawn tinha uma população de 3859 habitantes. Os indivíduos do sexo masculino constituem 51% da população e os do sexo feminino 49%. Darlawn tem uma taxa de literacia de 83%, superior à média nacional de 59.5%: a literacia no sexo masculino é de 83% e no sexo feminino é de 82%. Em Darlawn, 13% da população está abaixo dos 6 anos de idade.